# キトサナーゼ
キトサナーゼ(Chitosanase、EC 3.2.1.132)は、部分的にアセチル化されたキトサンのD-グルコサミン残基のβ-(1->4)-結合のエンド型加水分解を触媒する酵素である。
この酵素は、加水分解酵素に分類され、特にグリコシル化合物に作用する。系統名は、キトサン N-アセチルグルコサミノヒドロラーゼ(chitosan N-acetylglucosaminohydrolase)である。キトサナーゼには多様な種類のものが存在することが知られている。